# Васильевка (Ромодановский район)
 Васильевка  — деревня в Ромодановском районе Мордовии в составе Набережного сельского поселения. 

## География
Находится на расстоянии примерно 16 километров по прямой на север-северо-восток от районного центра поселка Ромоданово.

## История
Деревня учтена была в 1869 году как владельческая деревня Саранского уезда Пензенской губернии из 40 дворов, название связано с бывшим владельцем Василием Голубцовым. 

## Население
Постоянное население составляло 81 человек (русские 99%) в 2002 году, 58 в 2010 году .